# Protoscienza
il termine protoscienza viene usato generalmente per definire un campo di ricerca che non si è ancora sviluppato fino a diventare una disciplina scientifica, ma che può avere il potenziale per diventarlo. Questo termine viene spesso usato per descrivere le nuove teorie sorte nel Rinascimento con l'obiettivo di uno studio naturalistico della realtà.

## Descrizione
A differenza delle scienze naturali vere e proprie, una protoscienza:
- può non avere sviluppato completamente una teoria generale che spieghi tutte le osservazioni
- può essere carente di dati sperimentali con cui testare le sue teorie
- può essere definita in modo non rigoroso e senza modelli matematici

Le protoscienze devono però essere distinte dalle pseudoscienze: mentre nel primo caso la mancanza di caratteristiche scientifiche è dovuta all'insufficiente maturità del campo di ricerca, nel secondo caso essa è dovuta al fatto che la pseudoscienza:
- si basa su presupposti in contrasto con le attuali conoscenze scientifiche consolidate
- può fare previsioni anche molto dettagliate, ma che vengono smentite dagli esperimenti scientifici esistenti
- rifiuta di mettere alla prova le proprie teorie mediante esperimenti scientifici, ovvero non è falsificabile.

Si può dire anzi che tutte le scienze siano passate inizialmente per uno stadio di protoscienza, quando non sono ancora sufficientemente definite.
A seconda della definizione di scienza, alcune persone considerano "protoscienze" (in quanto insufficientemente dotate di una caratterizzazione formale e di esperimenti quantitativi) alcune scienze umane e sociali come l'antropologia e la sociologia.
D'altra parte i sostenitori di alcune pseudoscienze descrivono il proprio lavoro come "protoscienza" per acquisire una maggiore credibilità.
Può essere difficile distinguere tra protoscienze e pseudoscienze; tuttavia la differenze fondamentale è che le protoscienze si sono sviluppate in un contesto storico in cui non si era ancora affermato il metodo scientifico nell'analisi dei fenomeni naturali, oppure non sono ancora sufficientemente sviluppate da poterlo usare, mentre le pseudoscienze sono caratterizzate dal sostanziale rifiuto di tale metodo.

### Esempi di protoscienze
Mentre l'astrologia odierna viene annoverata fra le pseudoscienze (dato che non si basa su un metodo scientifico di indagine e che le sue conclusioni sono in genere o non verificabili o falsificate), tale disciplina, agli albori della civiltà, era definibile come protoscienza perché includeva anche l'astronomia, da cui si è separata completamente solo nel XVII secolo.
L'astronomia praticata sino al Rinascimento è da considerarsi una protoscienza, mancando non tanto di  riscontri empirici documentabili quanto di una solida base metodologica.
È inoltre interessante ricordare il caso della teoria della deriva dei continenti, proposta da Alfred Wegener, che fu inizialmente contrastata e considerata come pseudoscienza. Successivamente, in seguito al continuo accumularsi di dati favorevoli essa venne accettata dalla comunità scientifica, benché essa non comprendesse ancora una spiegazione causale soddisfacente. Per questo motivo tale teoria è stata posta spesso come esempio di protoscienza.